# WWE Performance Center
Le WWE Performance Center est une école professionnelle de catch, localisée à Orlando en Floride, et un centre d'entraînement appartenant à la société américaine World Wrestling Entertainment (WWE), dont l'ouverture s'est effectuée le 11 juillet 2013.

## Histoire
Le Performance Center est le principal centre d'entraînement de la branche de catch professionnelle, WWE NXT. Il met à disposition une salle dans laquelle les lutteurs et annonceurs peuvent s'entraîner à la lecture des textes et dialogues. Le ring et autres matériels de la Florida Championship Wrestling, l'ancien club-école fermé à l'été 2012, de Tampa sont désinstallés le 28 juin 2013, et la WWE décide le transfert du nécessaire au Center. Ryan Katz (en) (alias GQ Money) est engagé afin d'endosser le rôle de producteur associé à la NXT. Il note sur son compte Twitter l'installation de 14 968 kg d'équipements.
Le catcheur Paul « Triple H » Levesque et le gouverneur de Floride Rick Scott assistent à l'ouverture du lieu.
Les entraîneurs du Performance Center incluent les anciens catcheurs Bill DeMott, Monty Sopp connu sous le nom de ring de Billy Gunn et Adam Birch alias Joey Mercury. Le membre du WWE Hall of Fame Dusty Rhodes apprend aux futures personnalités de la branche les différentes manières de s'exprimer au microphone. Les futures lutteuses, quant à elles, sont entraînées par Sara Del Rey
Après l'ouverture, la WWE signe quelques entraîneurs tels que l'ancien catcheur et entraîneur à l'Ohio Valley Wrestling Nick Dinsmore et le catcheur britannique Robbie Brookside (en),. La WWE a également offert un contrat à Rob Conway, mais ce dernier a décliné. Le Performance Center inclut quelques entraîneurs invités comme Mickie James et l'ancien NWA World Heavyweight Champion Adam Pearce,.
En mars 2015, DeMott quitte son poste à la suite de révélations concernant son comportement très agressif avec ses élèves et Matthew Bloom le remplace,.
En septembre 2016, Scotty 2 Hotty rejoint l'équipe d'entraineur.
En mars 2020, à la suite de la pandémie du Coronavirus et à l'interdiction de regroupement, la WWE organise plusieurs shows diffusés et enregistrés dans le Performance Center notamment Smackdown et Raw sans public,. La WWE enregistre également son plus gros show de l'année Wrestlemania 36 en deux parties dans le centre.